# Poncirus trifoliata
Espèce
Classification phylogénétique
Poncirus trifoliata, le Citronnier épineux ou Oranger trifolié, est une espèce de plantes à fleurs de la famille des Rutacées. C'est un arbre originaire de Corée et du Nord de la Chine.
Poncirus est de nos jours souvent inclus dans Citrus. Poncirus trifoliata est la seule des deux espèces de Poncirus à être véritablement connue et cultivée en Europe (la seconde espèce étant le Poncirus polyandre, Poncirus polyandra, syn. Citrus polytrifolia, originaire du Xian de Fumin).

## Description
D'une hauteur de 4 à 8 mètres, cet arbre possède des feuilles trifoliées caduques et une tige très épineuse.
Il produit un petit fruit jaune orangé appelé « poncire », (nom du cédrat, de pomum cereum, « pomme de cire » selon Gilles Ménage, de pomum assyrium, « pomme d'Assyrie », ou bien de pomum citreum, nom donné au cédrat par Pline l'Ancien), appelée aussi « pomme de Médée », (nom faisant encore référence au cédrat).
Celle-ci est de la taille d'une balle de golf, et contrairement aux autres agrumes, présente un duvet sur son écorce.
Non toxique pour l'homme, le fruit est consommable mais son goût est amer et désagréable. L'écorce, malgré un parfum agréable, présente une amertume intense due à la haute concentration en poncirine.

## Variétés et hybrides
Il existe plusieurs variétés dont une seule est répandue :
- Flying Dragon (P. trifoliata var. monstrosa), buisson nain dont les branches sont très tortueuses et les feuilles très petites. Il est moins rustique que l'espèce type, mais particulièrement épineux et donc adapté à l'utilisation en haie défensive.

Les hybrides avec d'autres agrumes donnent généralement des fruits peu comestibles crus, mais ils résistent bien à certaines maladies et sont plus tolérants par rapport au pH du sol que le partenaire d'hybridation.
- Citradia - (Poncirus × Bigarade)
- Citrange, Citrus × insitorum Mabb., ×Citroncirus webberii J. Ingram & H.E. Moore - (Poncirus × Orange) les clones et variétés sont issues d'hybridations avec différentes variétés d'orange. Les plus répandus sont : Benton, Carrizo, C-35, Morton, Rusk (fruits comestibles), Troyer, Willits.
- Citrangequat - Citrus ×georgiana (Kumquat × Citrange). Variétés : Thomasville (Poncirus × Citrange var. willits) × F. margarita) dont les fruits sont parfaitement comestibles. Sinton (Poncirus × Citrange var. rusk).
- Citremon - (Poncirus × Citron)
- Citrumelo - (Poncirus × Pamplemousse)
- Citrandarin - (Poncirus × Mandarine). Certains cultivars peuvent tolérer des températures hivernales de -12 °C.

## Utilisation
Déplaisants à l'état cru (à cause de leur amertume, causée en partie par la poncirine), ses fruits peuvent être accommodés et préparés sous diverses formes après cuisson. On en fait entre autres une sorte de vin et des confitures, notamment en Chine. Séchés et réduits en poudre, ils sont utilisés comme condiment.
Résistant à des températures de -15 °C à -20 °C et résistant à la tristeza, c'est le seul agrume rustique dans l'ensemble des zones à climat tempéré. Il est souvent utilisé en porte-greffe pour améliorer la résistance au froid, aux sols alcalins, et aux maladies des variétés commerciales d'agrumes.
Il est également utilisé dans le jardin d'ornement où il est apprécié comme sujet isolé, original du fait de ses longues épines ligneuses, de la forme de ses feuilles et de ses fruits à mi-chemin entre citron et orange.
Il s'intègre parfaitement au sein de haies décoratives et/ou défensives.
Le pollen des fleurs de poncirus est utile lorsqu'on cherche à produire des clones d'agrumes (oranger, mandarinier, citronnier...). Le caractère trifolié des feuilles étant un gène dominant, le pollen de poncirus est utilisé pour féconder manuellement d'autres variétés d'agrumes, ainsi, en cas de germination de pépins polyembryonés, il est possible de repérer facilement parmi les semis lesquels sont les clones de l'arbre-mère; ce seront ceux dont les feuilles ne possèdent pas 3 lobes, les hybrides ayant les feuilles trifoliées.

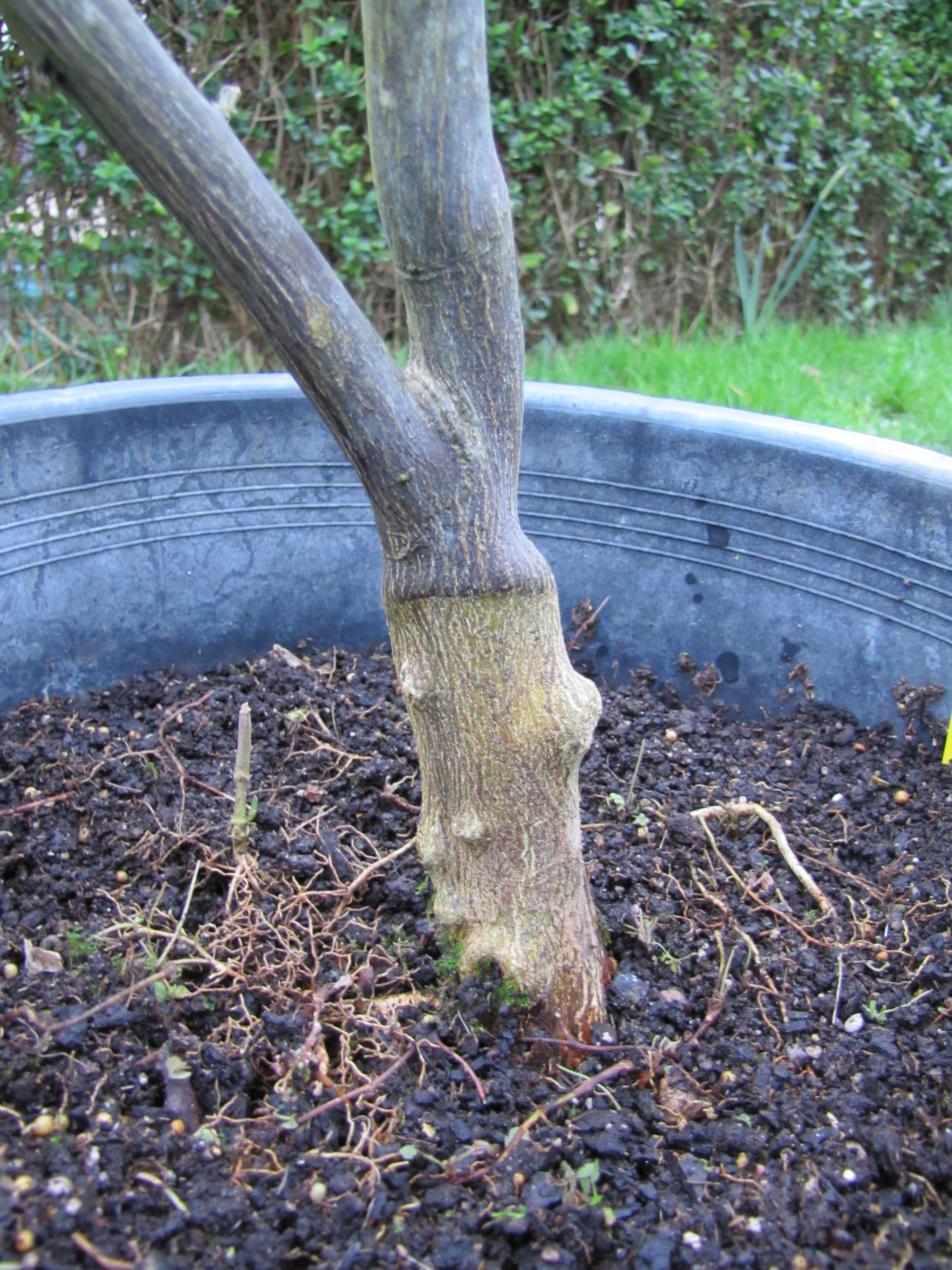
Poncirus en porte-greffe.
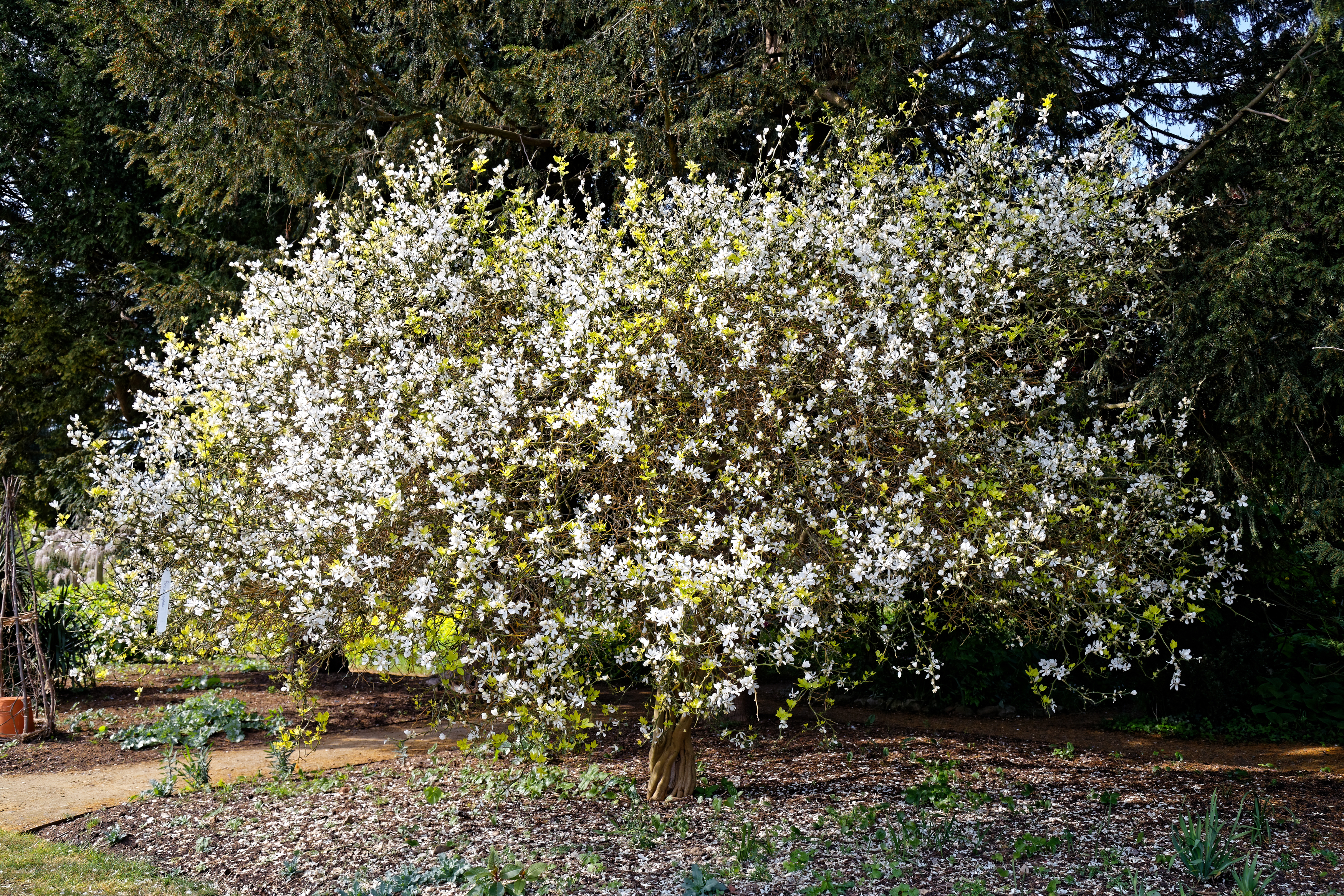
Poncirus (Lee Valley Regional Park (en)).
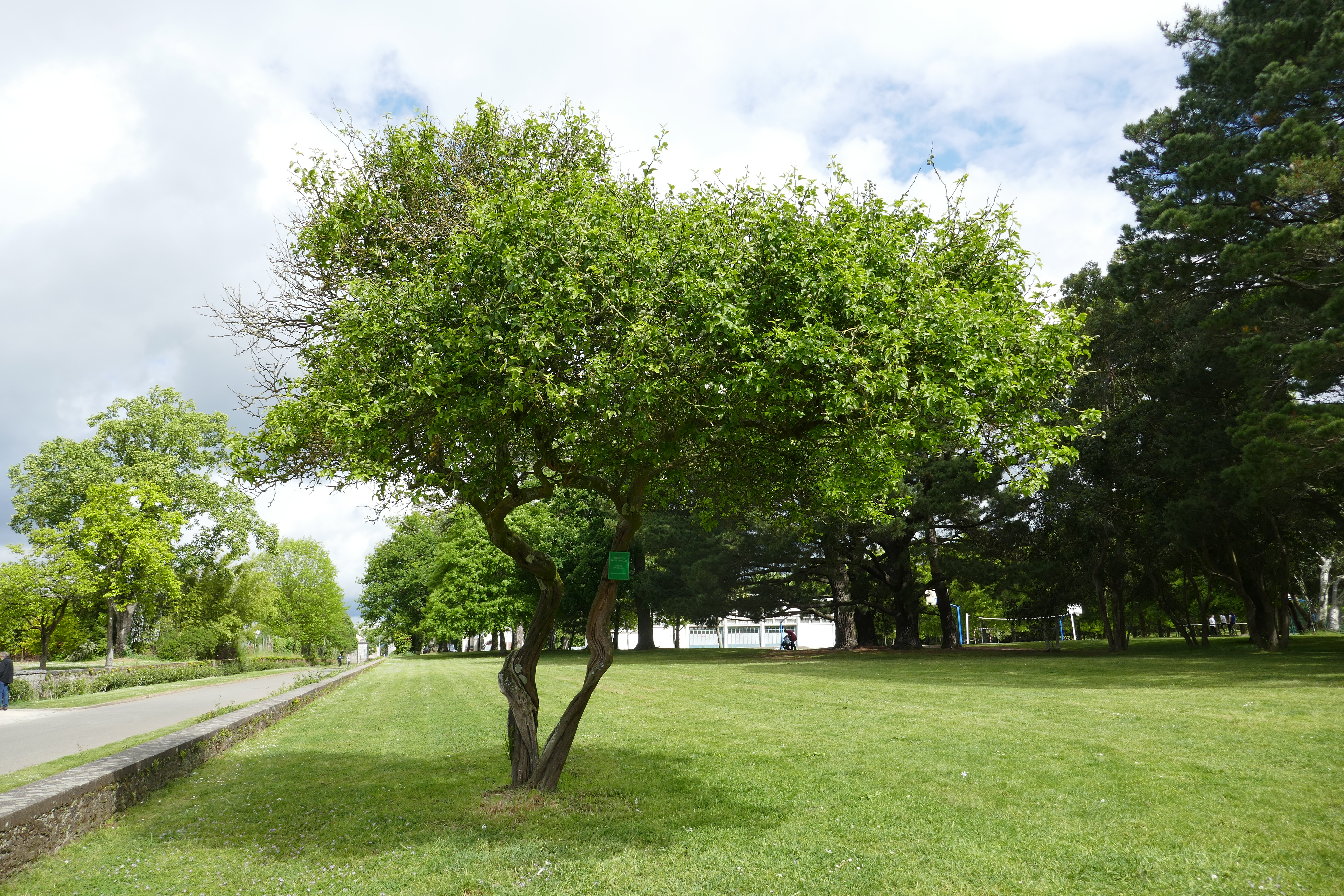
Poncirus (Parc du Grand-Blottereau).
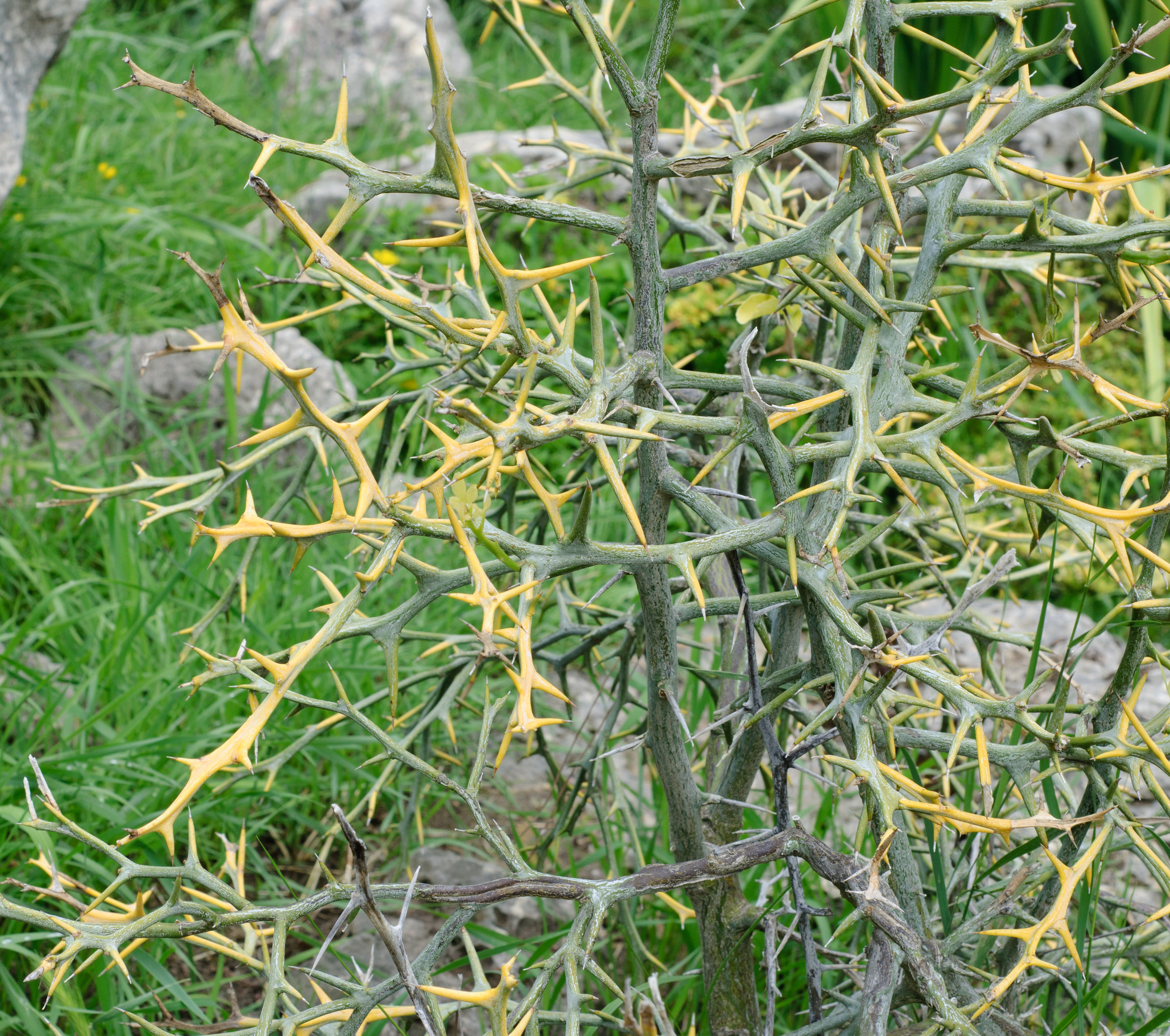
Haie défensive.

## Culture
Multiplication par semis ou par boutures semi-ligneuses (avec hormone de bouturage et de préférence chaleur de fond).

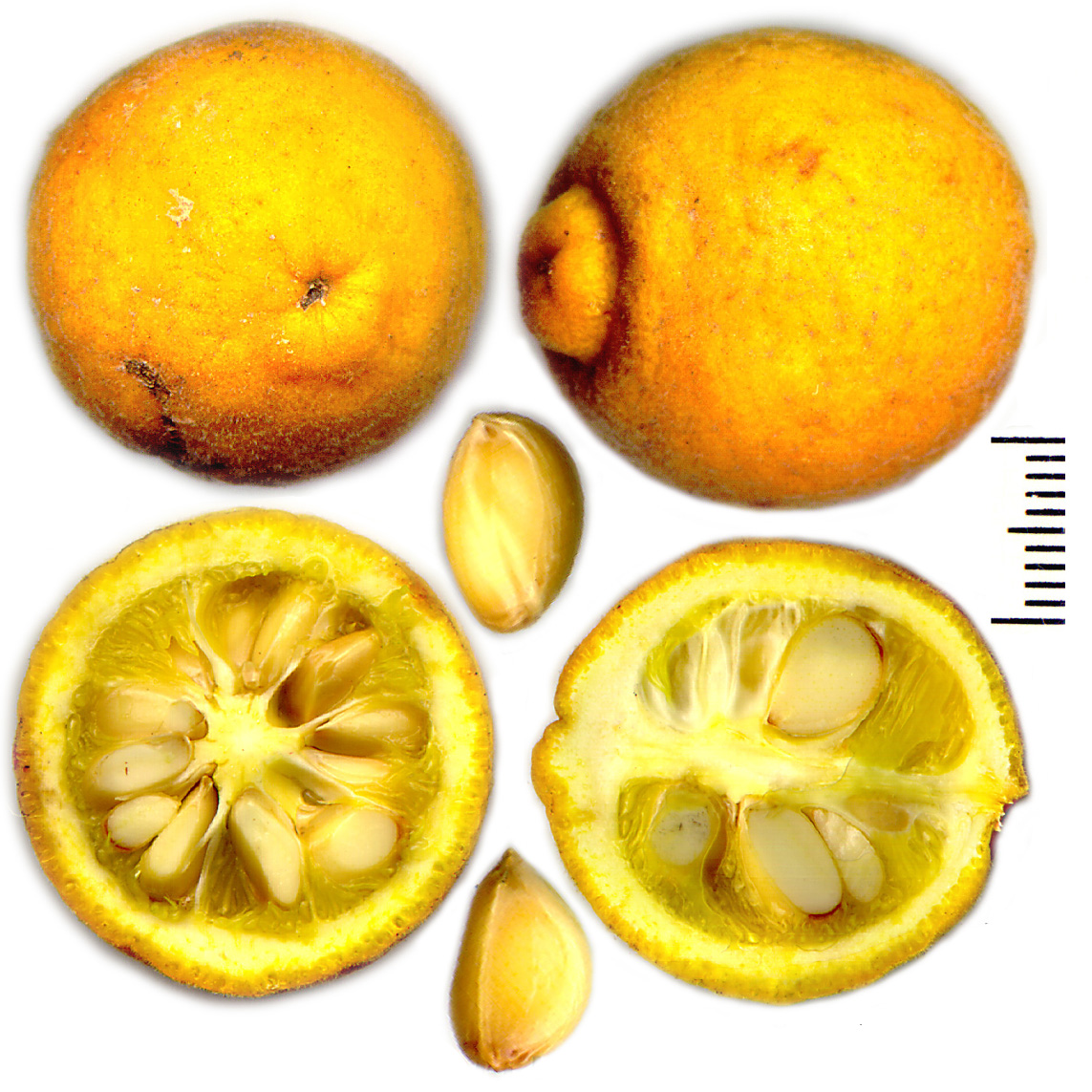
Poncires; fruits et pépins
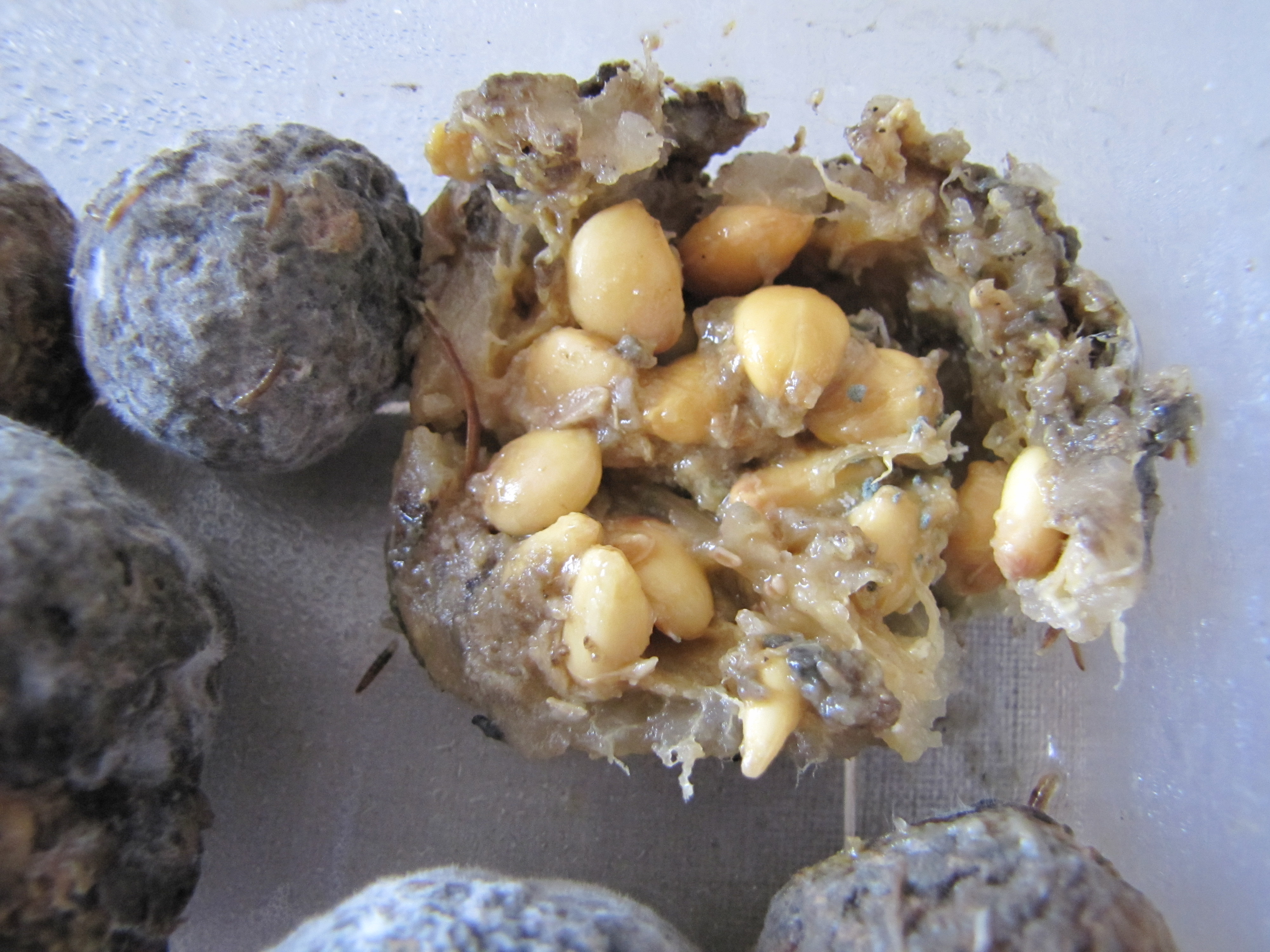
Pépins de poncire
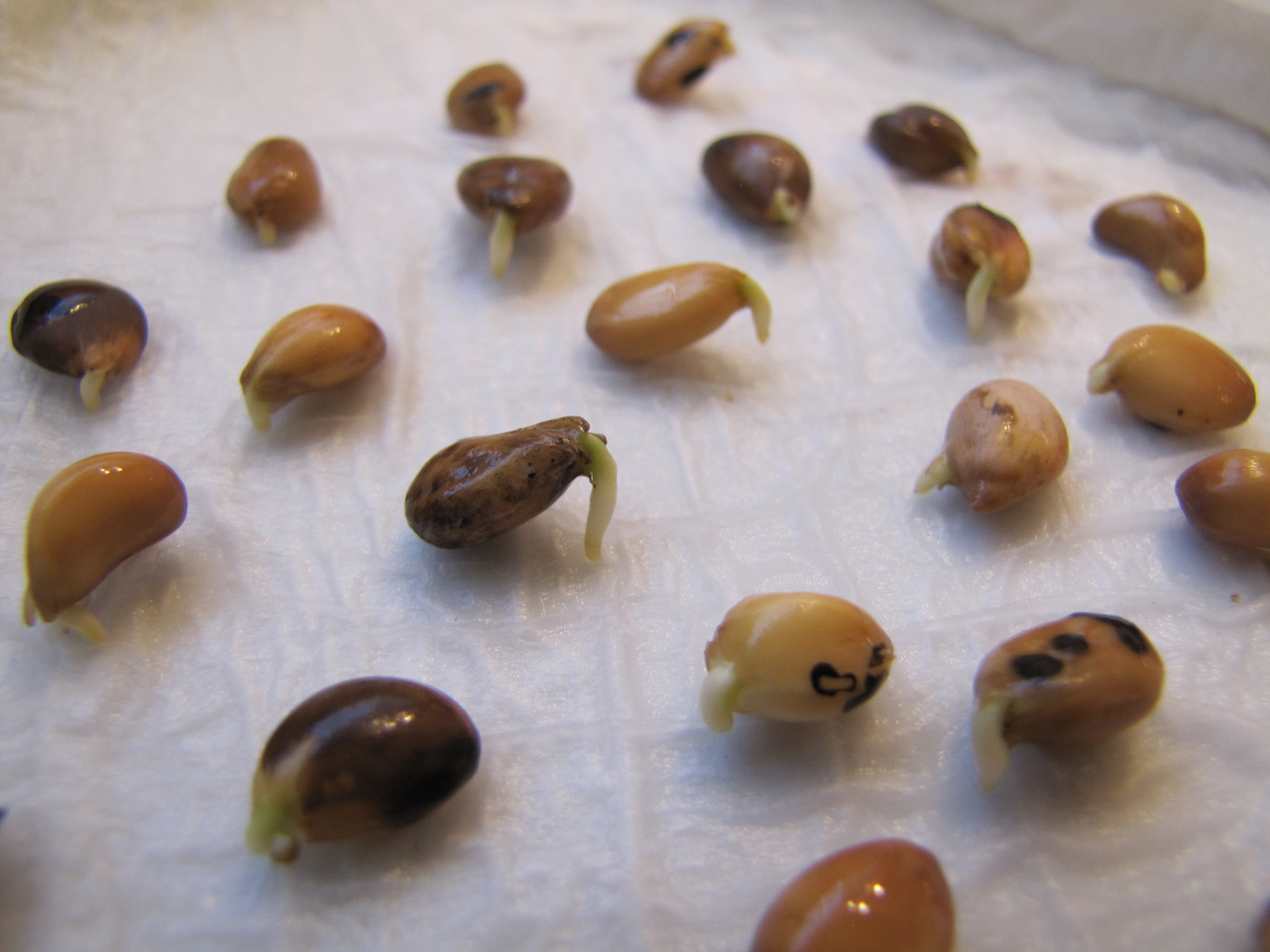
Pépins de poncire germés
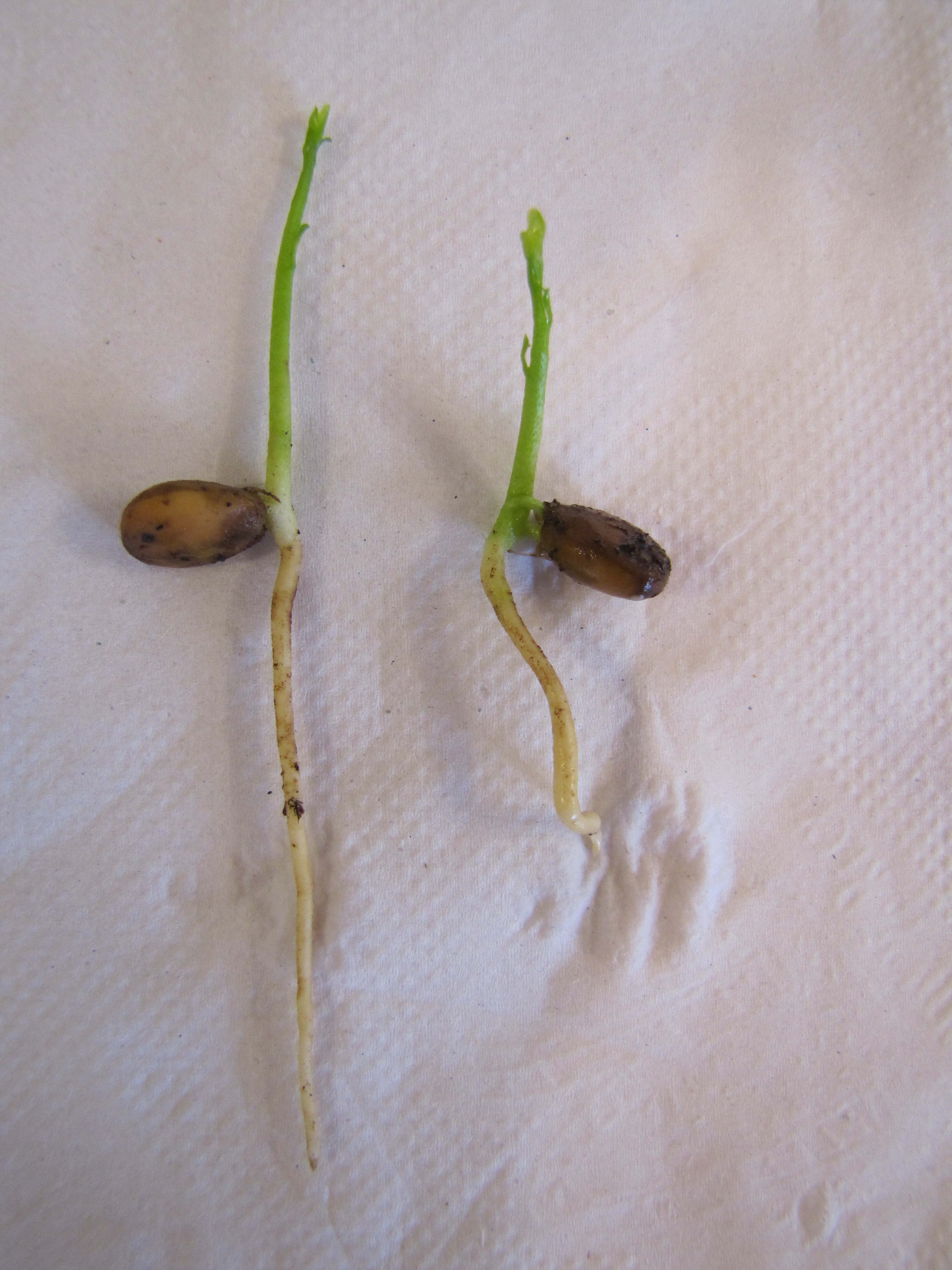
Pépins de poncire germés
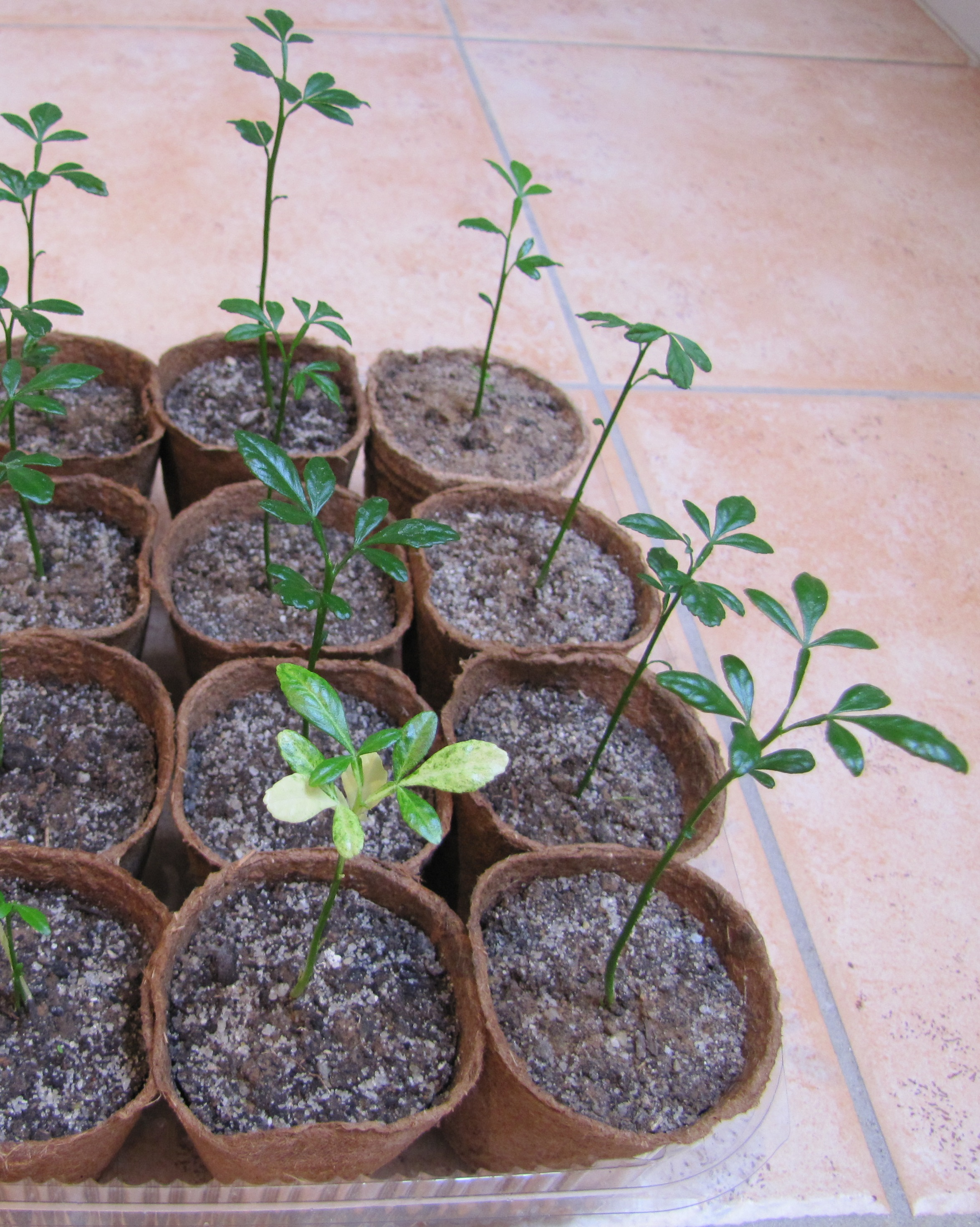
Semis de poncire dépigmenté

Les pépins de poncires peuvent être polyembryonés. Ainsi, un seul pépin peut donner plusieurs arbres.
Un des embryons est zygotique (ou gamétique) : issu de deux parents, il possède les caractéristiques d'un parent mâle (arrivées par le pollen) combinées à celles du parent femelle (le poncirus sur lequel a été cueillie la poncire).
L'autre embryon (les autres embryons) est somatique (ou nucellaire) : non fécondé, son patrimoine génétique est totalement issu de l'ovaire, c'est un clone de "la mère" (le poncirus ayant fourni le fruit).
Les pépins monoembryonés possèdent un embryon zygotique. En conséquence :

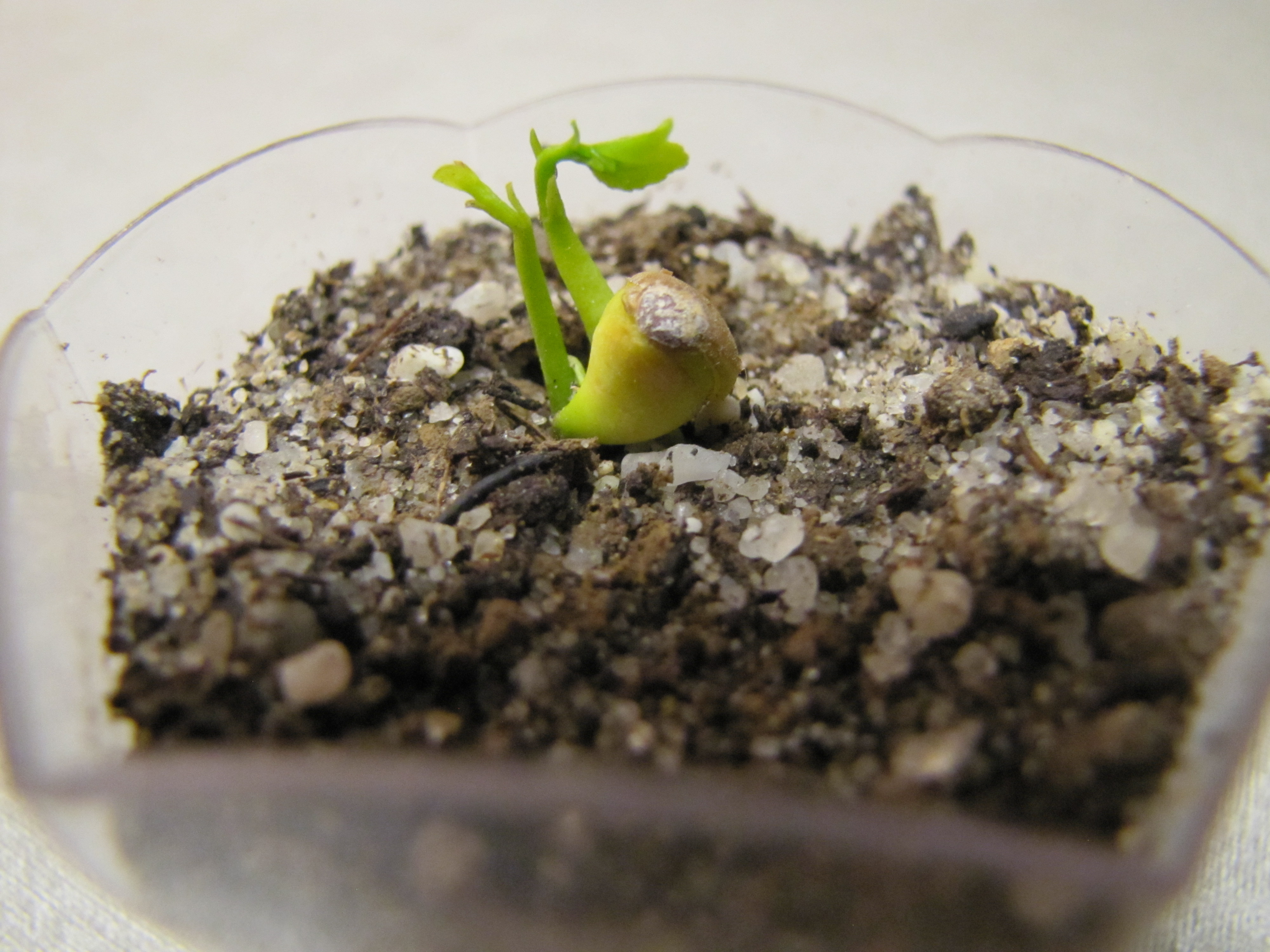
Lorsqu'un pépin de poncire ne donne qu'1 arbuste; ce dernier n'est pas un poncirus mais un hybride du poncirus "mère" et d'un "père" arrivé par le pollen.
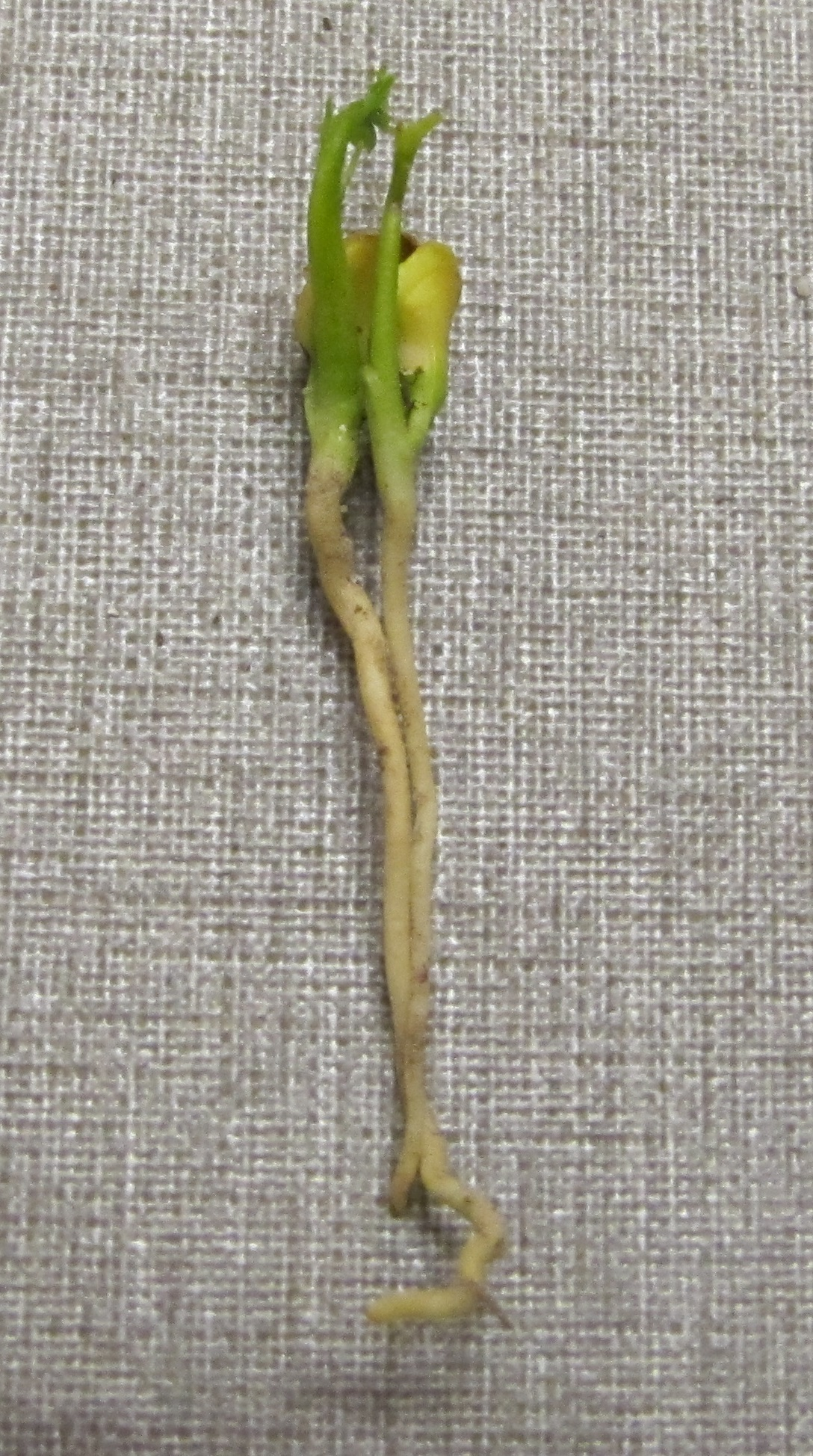
Lorsqu'un pépin de poncire donne au moins 2 arbustes; l'un est un hybride, les autres sont des poncirus (sauf si l'embryon zygotique a donné des jumeaux).
Le caractère trifolié des feuilles étant un gène dominant; tous ont des feuilles trifoliées. Il est très difficile de distinguer lequel est l'hybride et lequel est le poncirus lorsque les troncs sont jeunes.
- Pépin double.
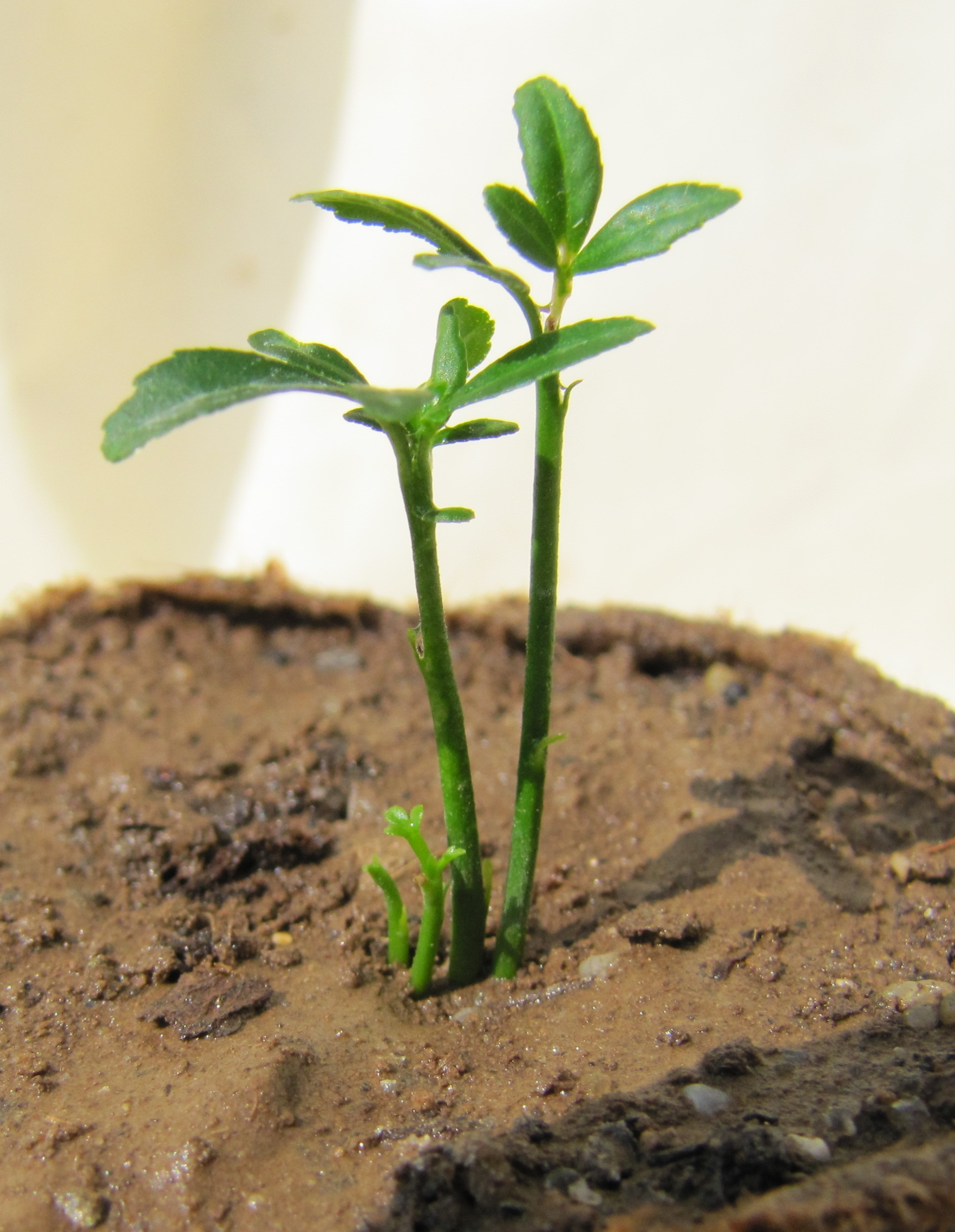
Pépin de poncire polyembryoné.
- Semis de poncire quadruple.

## Galerie photos

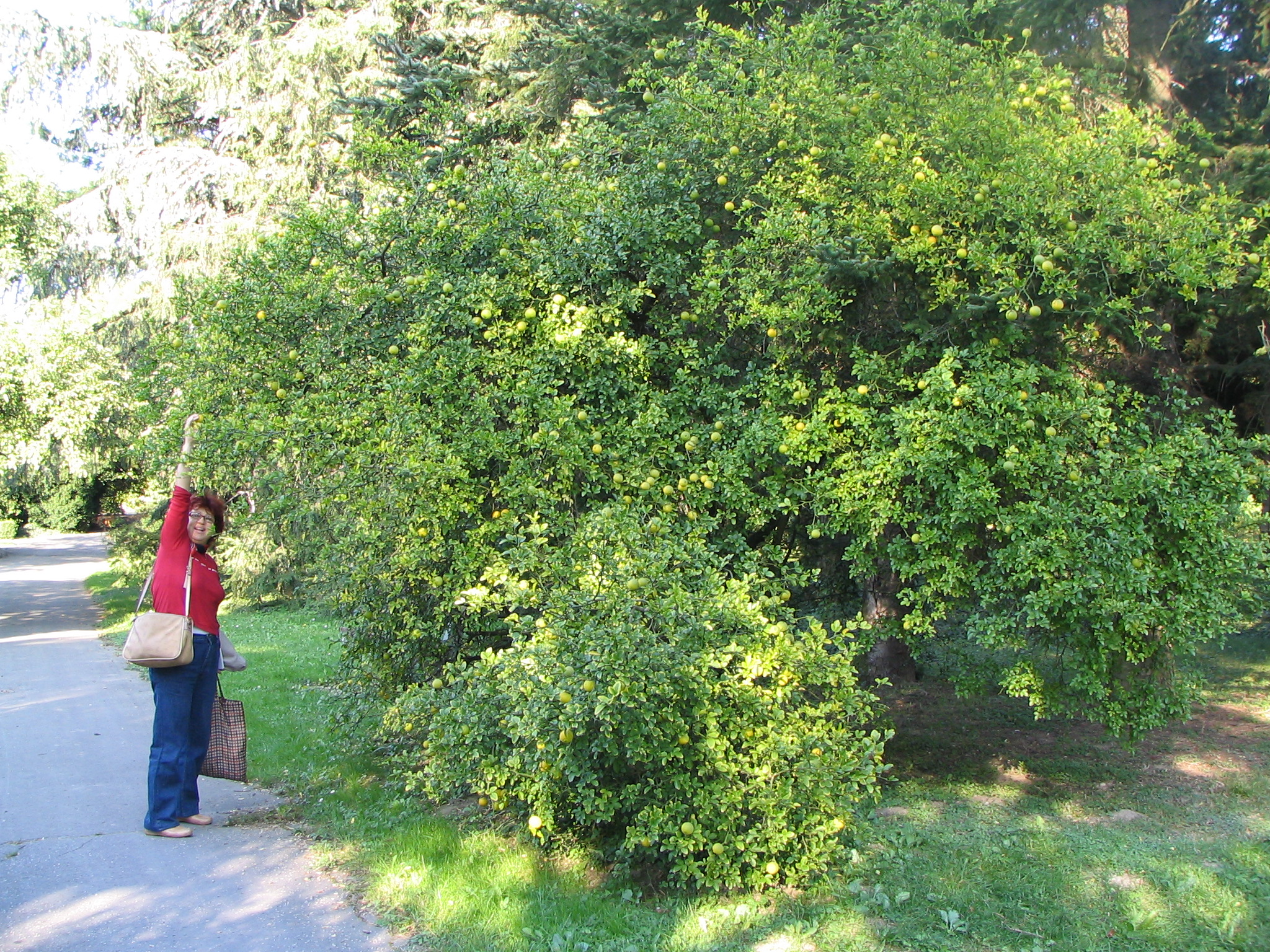
Poncirus (jardin botanique de Bratislava (en)).
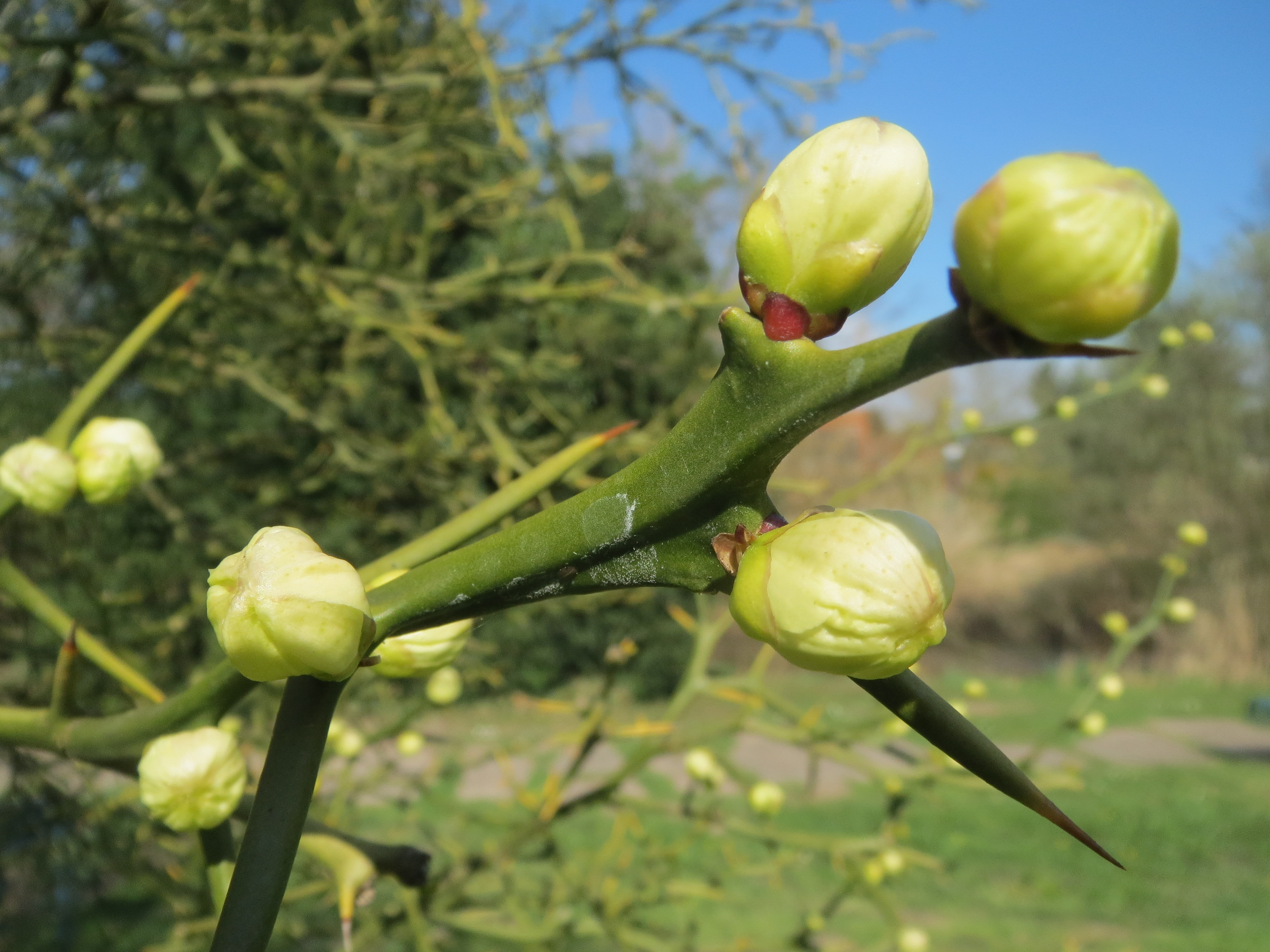
Poncirus au printemps (Hockenheim).
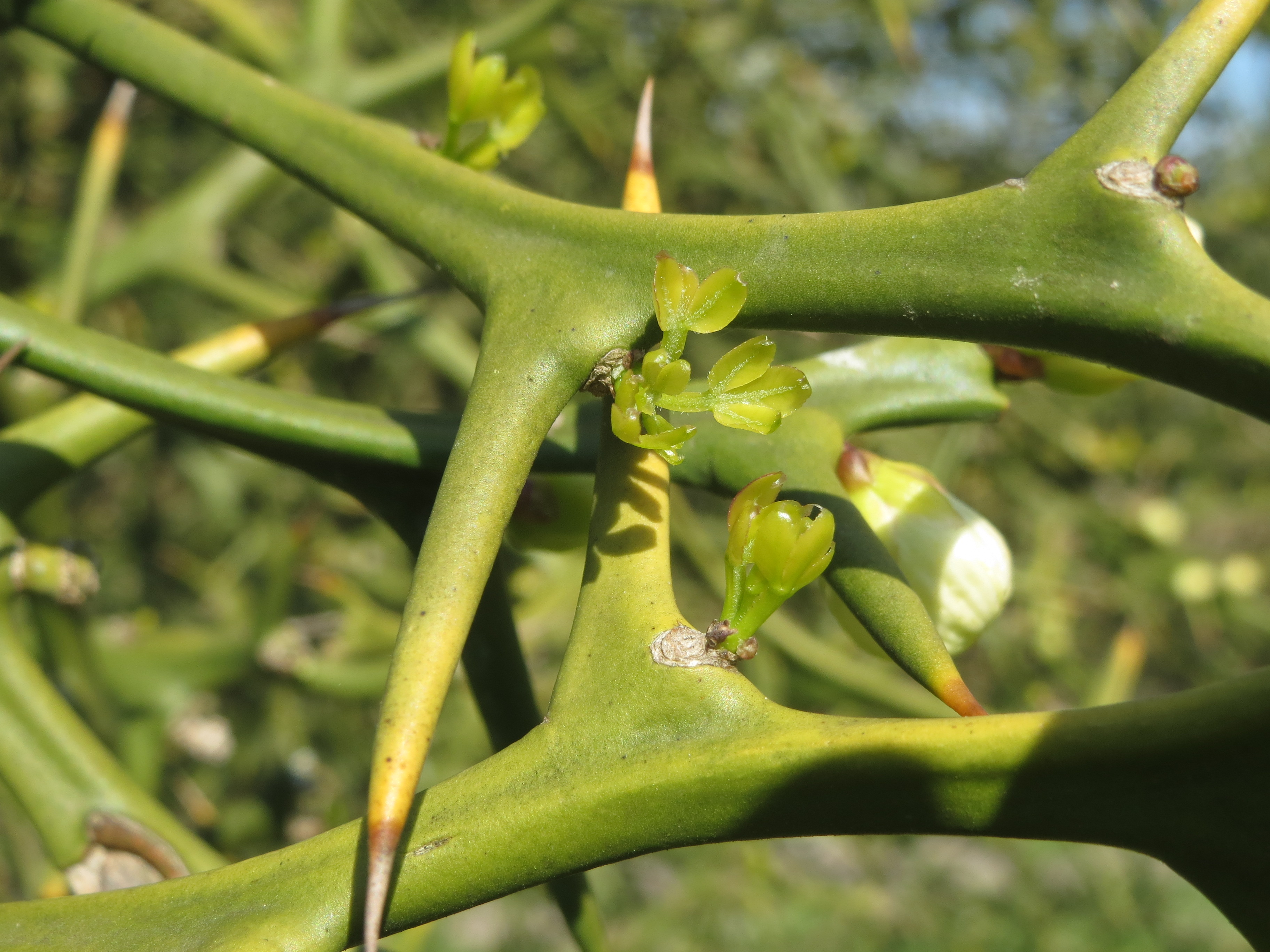
Poncirus au printemps (Hockenheim).
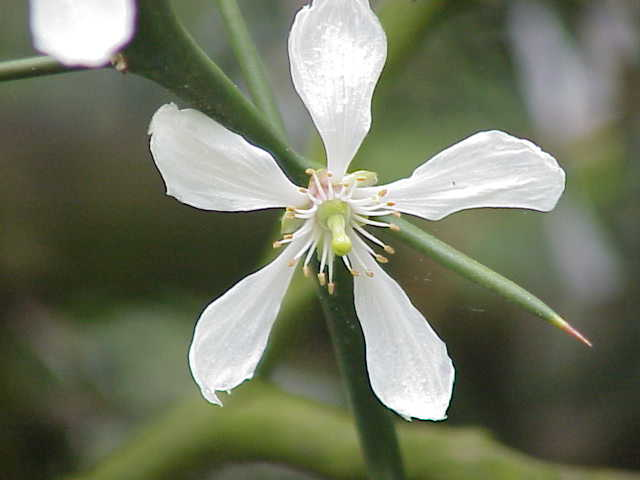
Fleur.
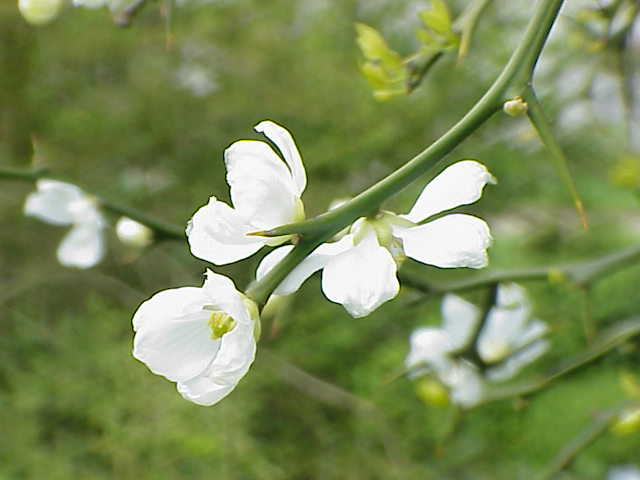
Fleurs.
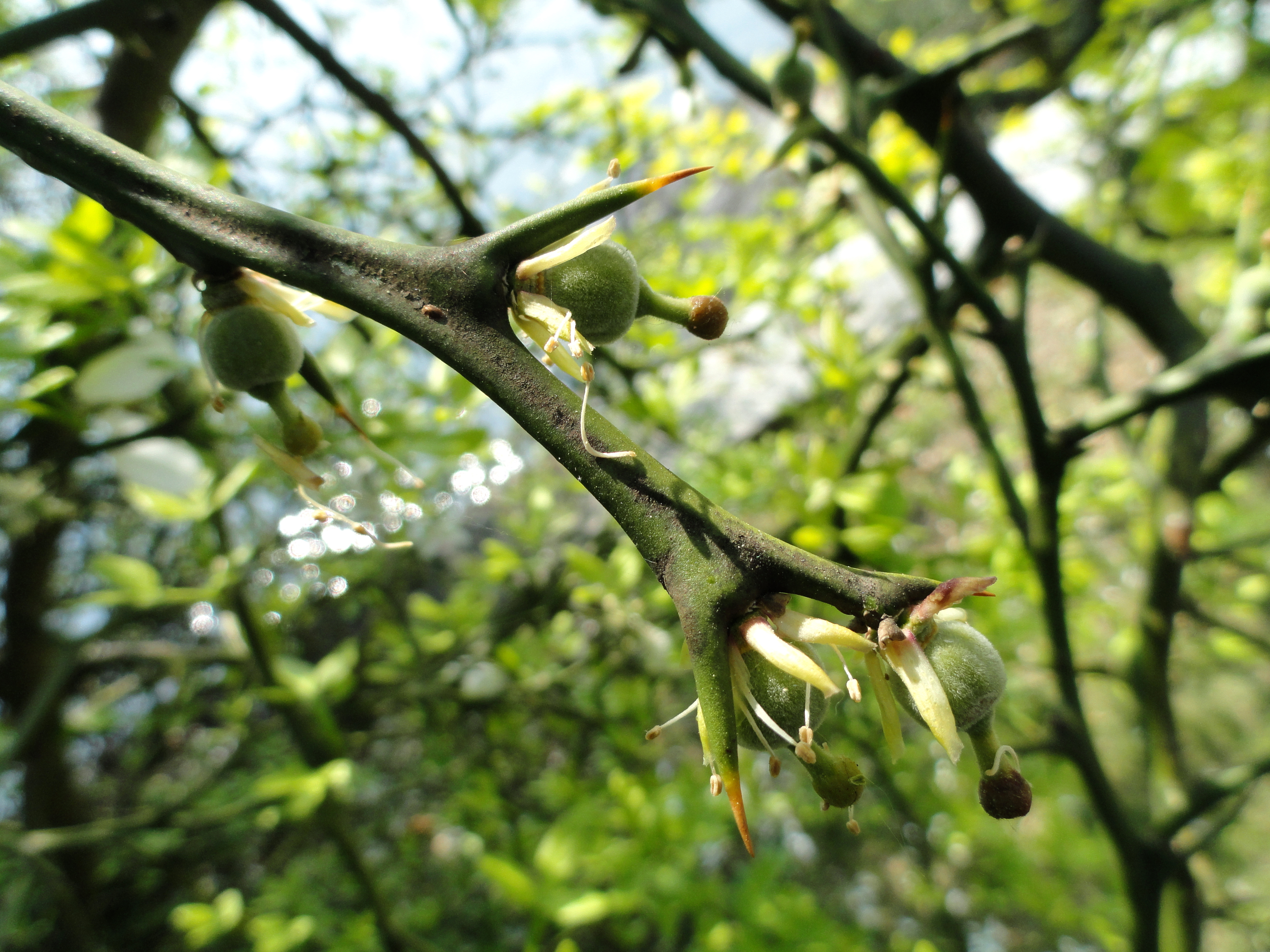
Apparition des fruits (Jardin botanique d'Isola Madre).
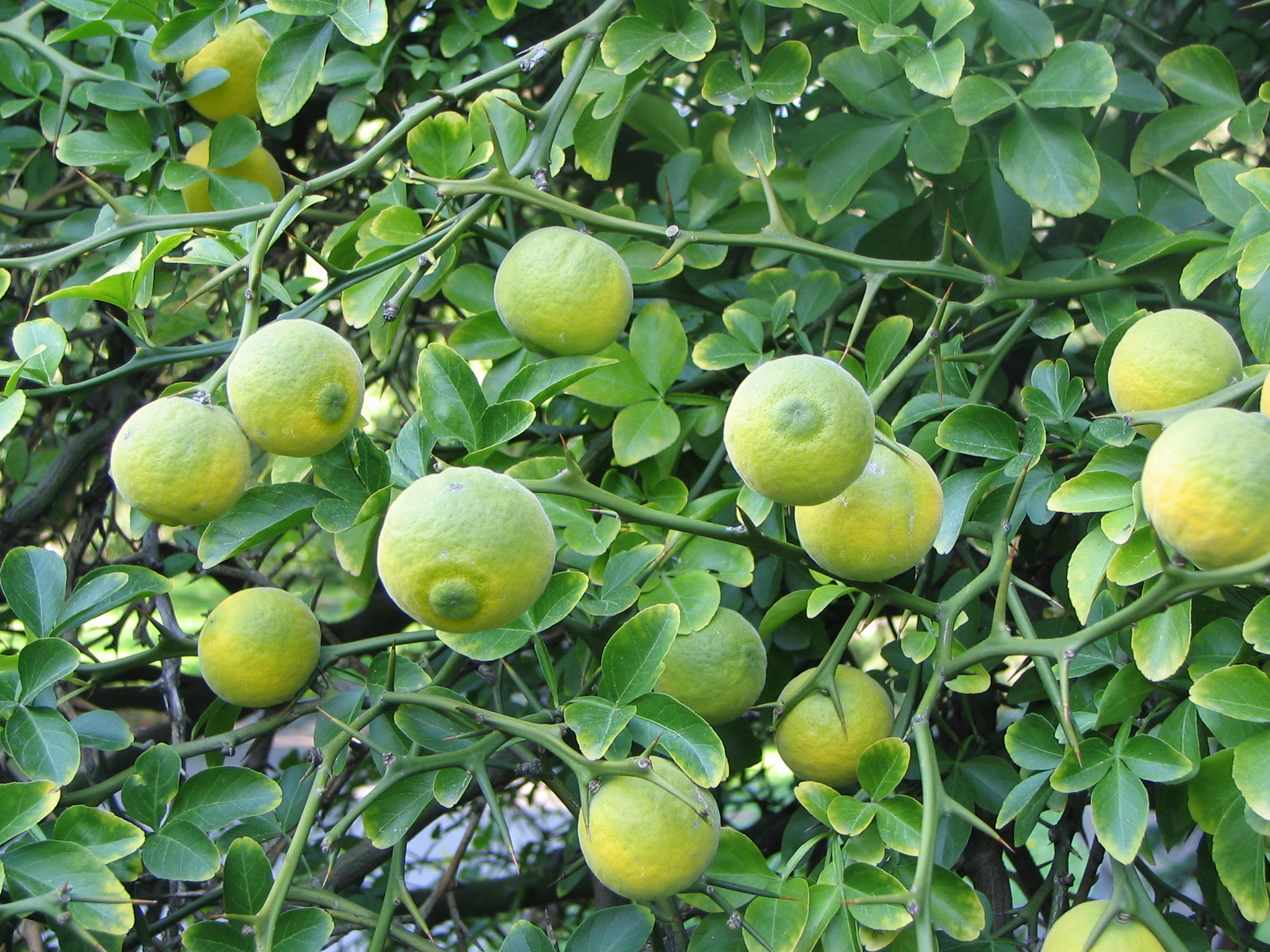
Poncires (jardin botanique de Bratislava (en)).
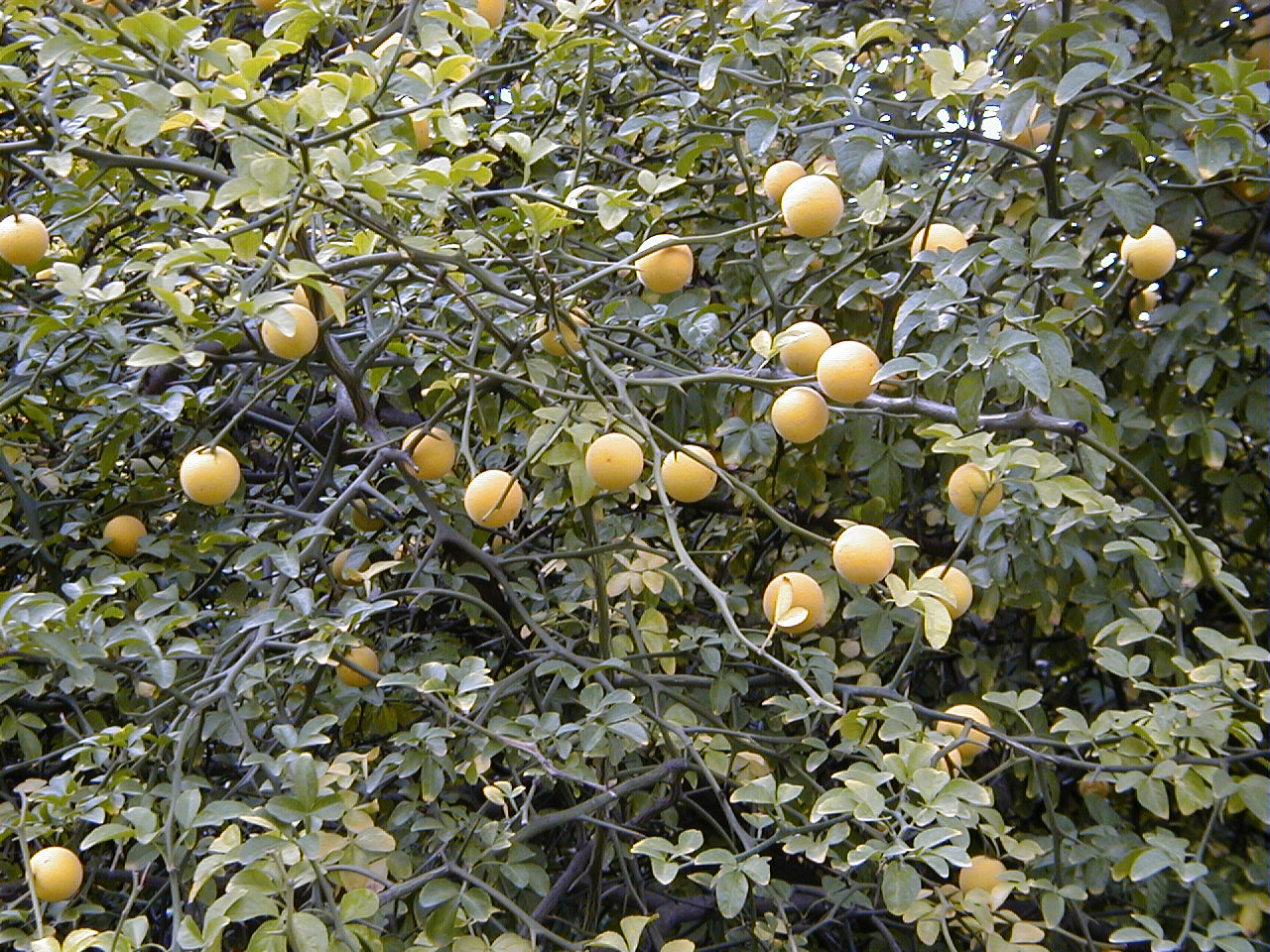
Poncires (Jardin botanique royal de Madrid).
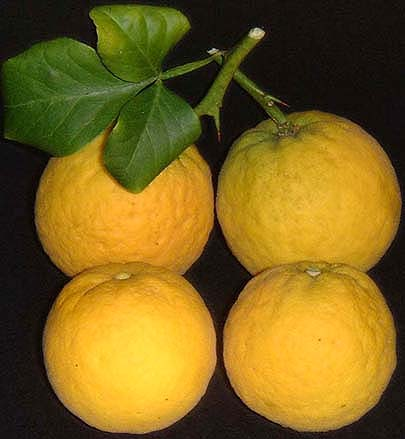
Fruits.
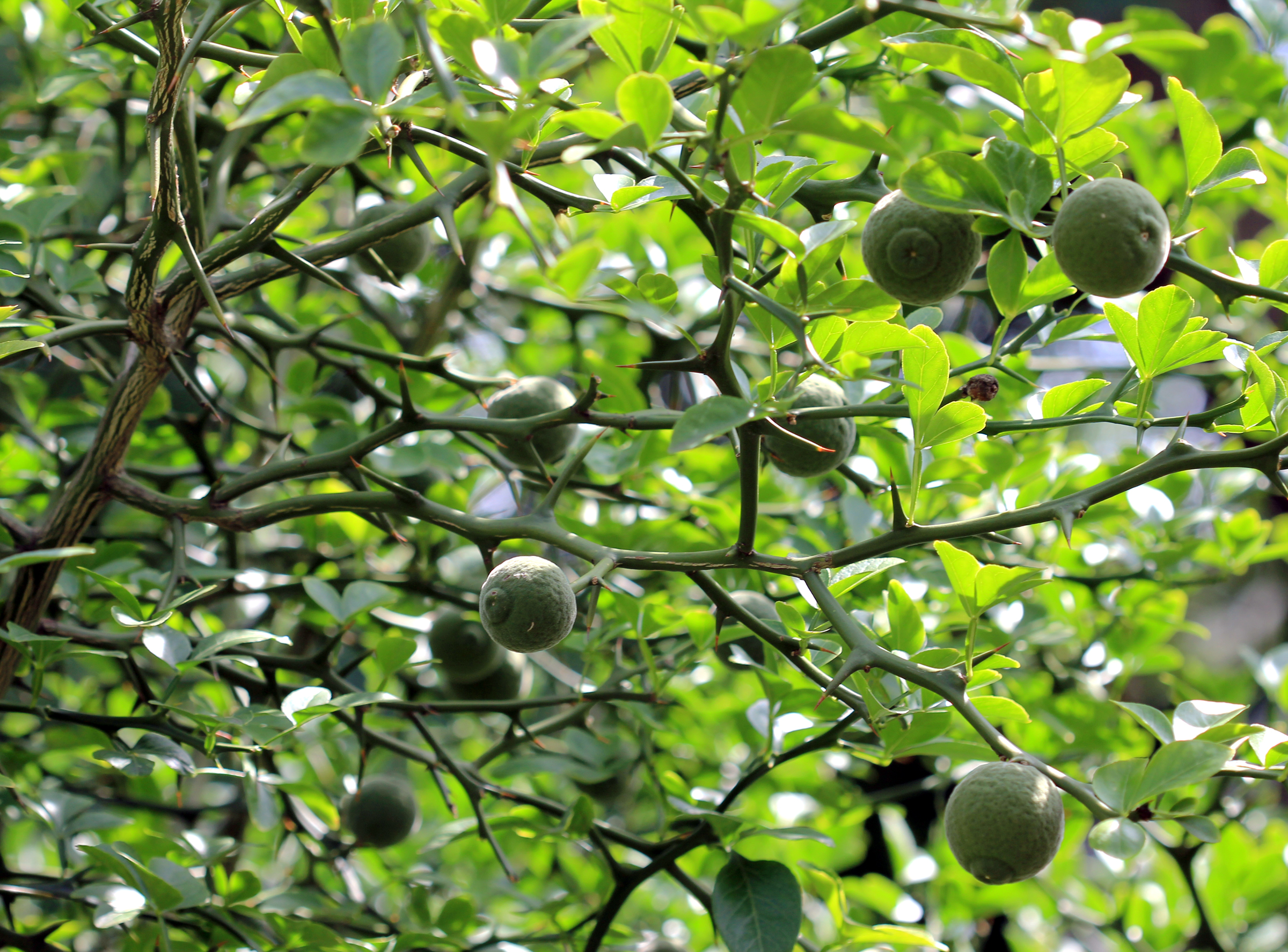
Fruit (Jardin botanique de Prague).
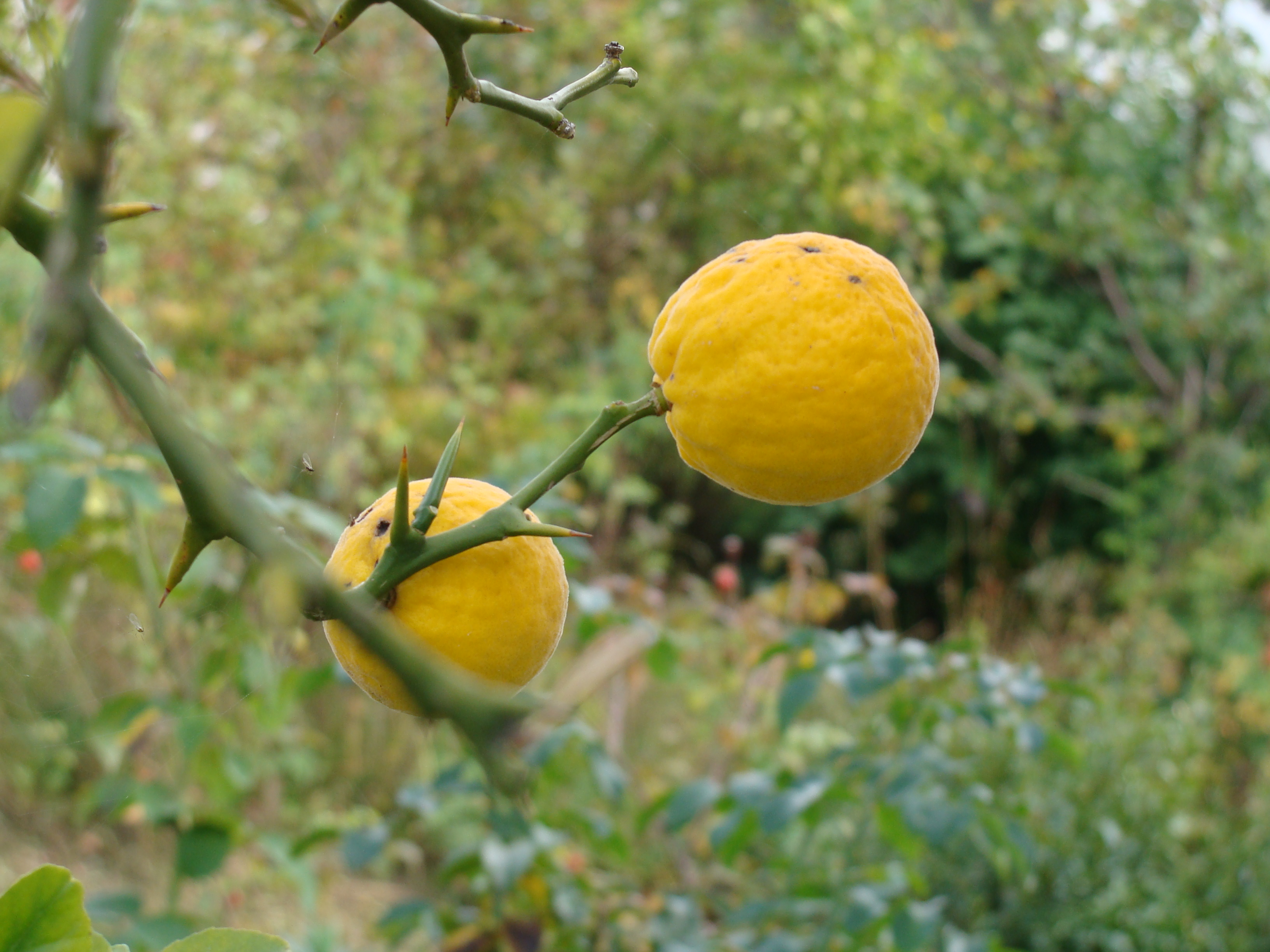
Fruits (Monteaperta, Italie).
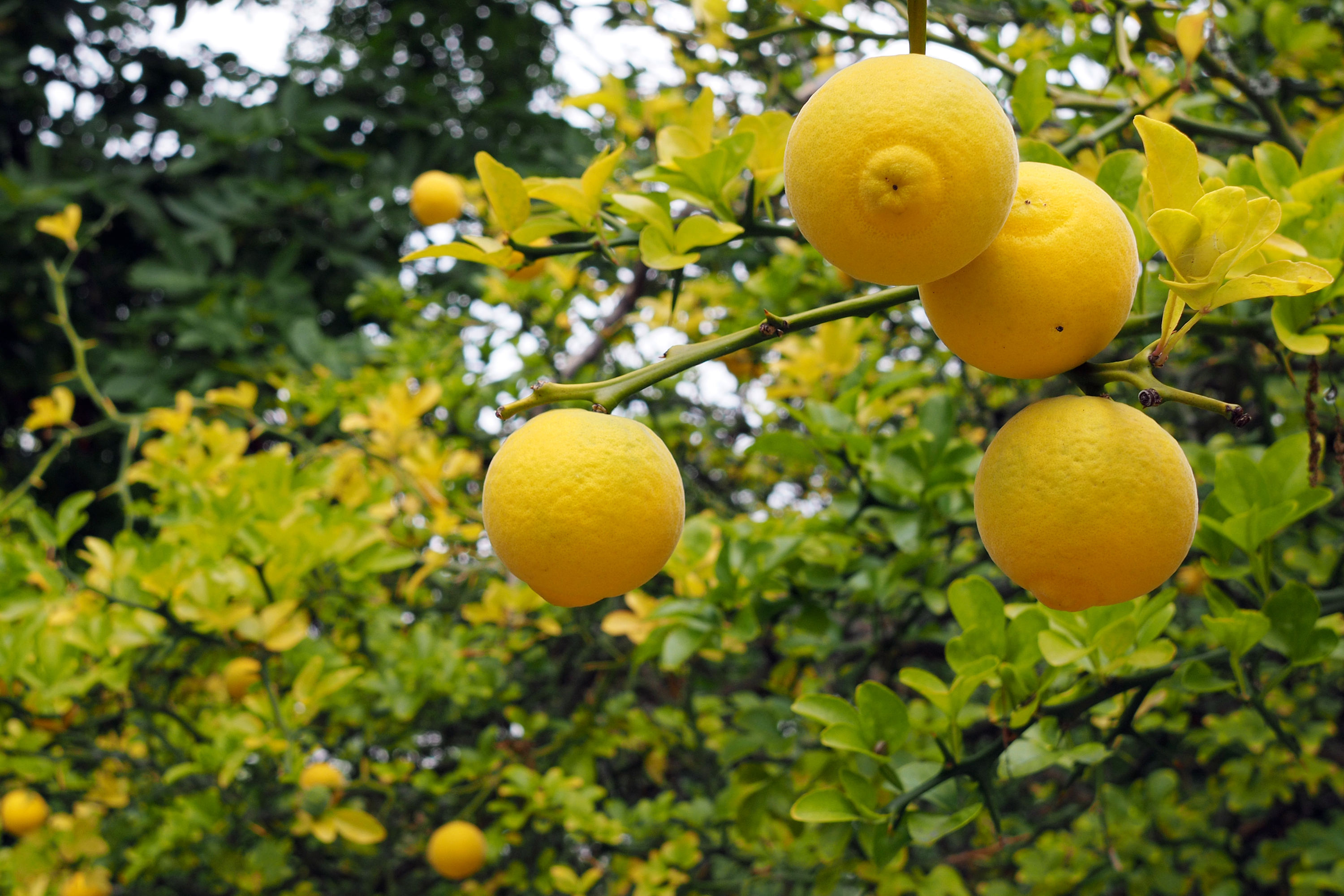
Poncires (Adenauer-park d'Hockenheim).
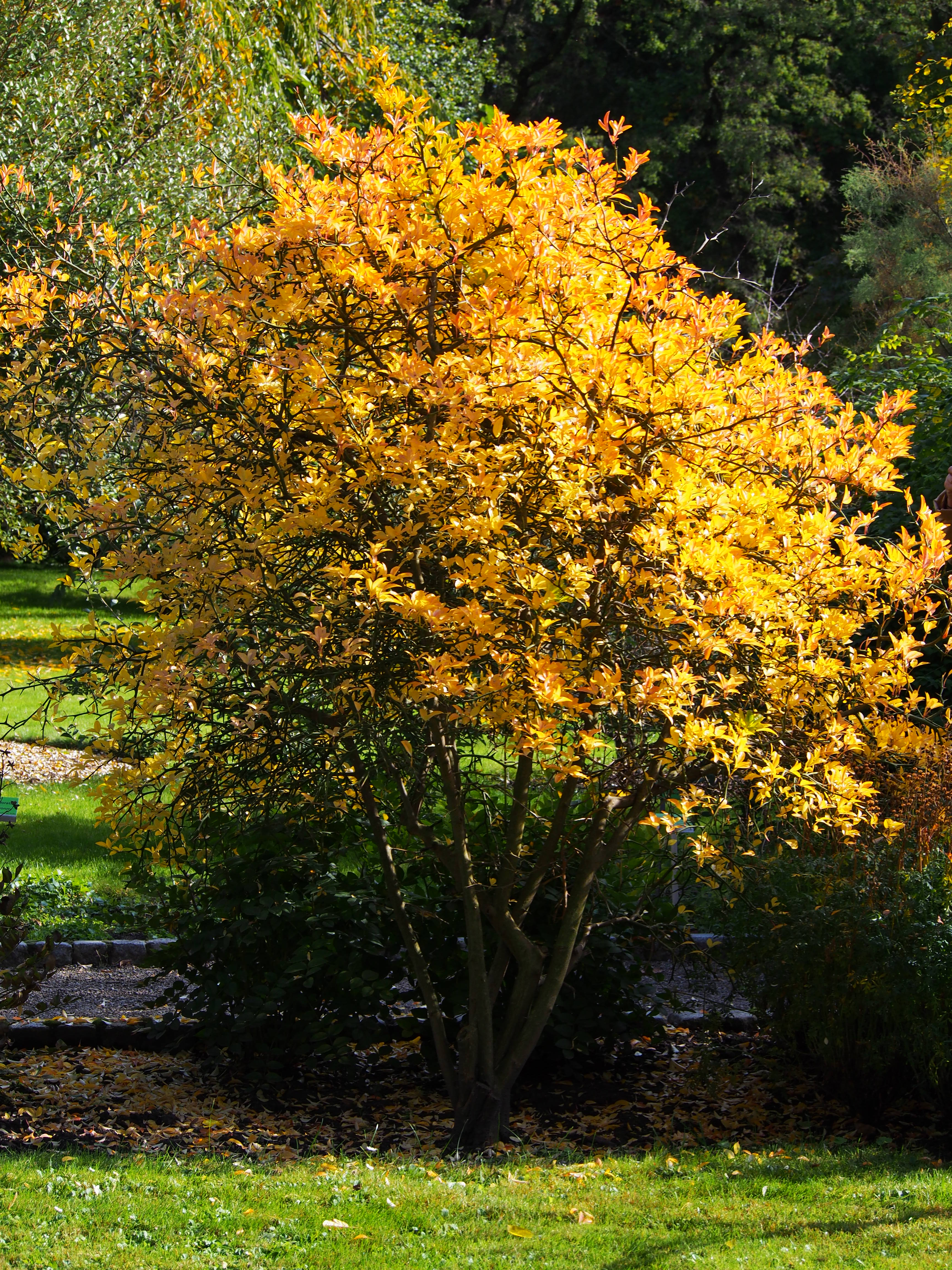
Feuillage d'automne (jardin botanique de l'Université de Wrocław).
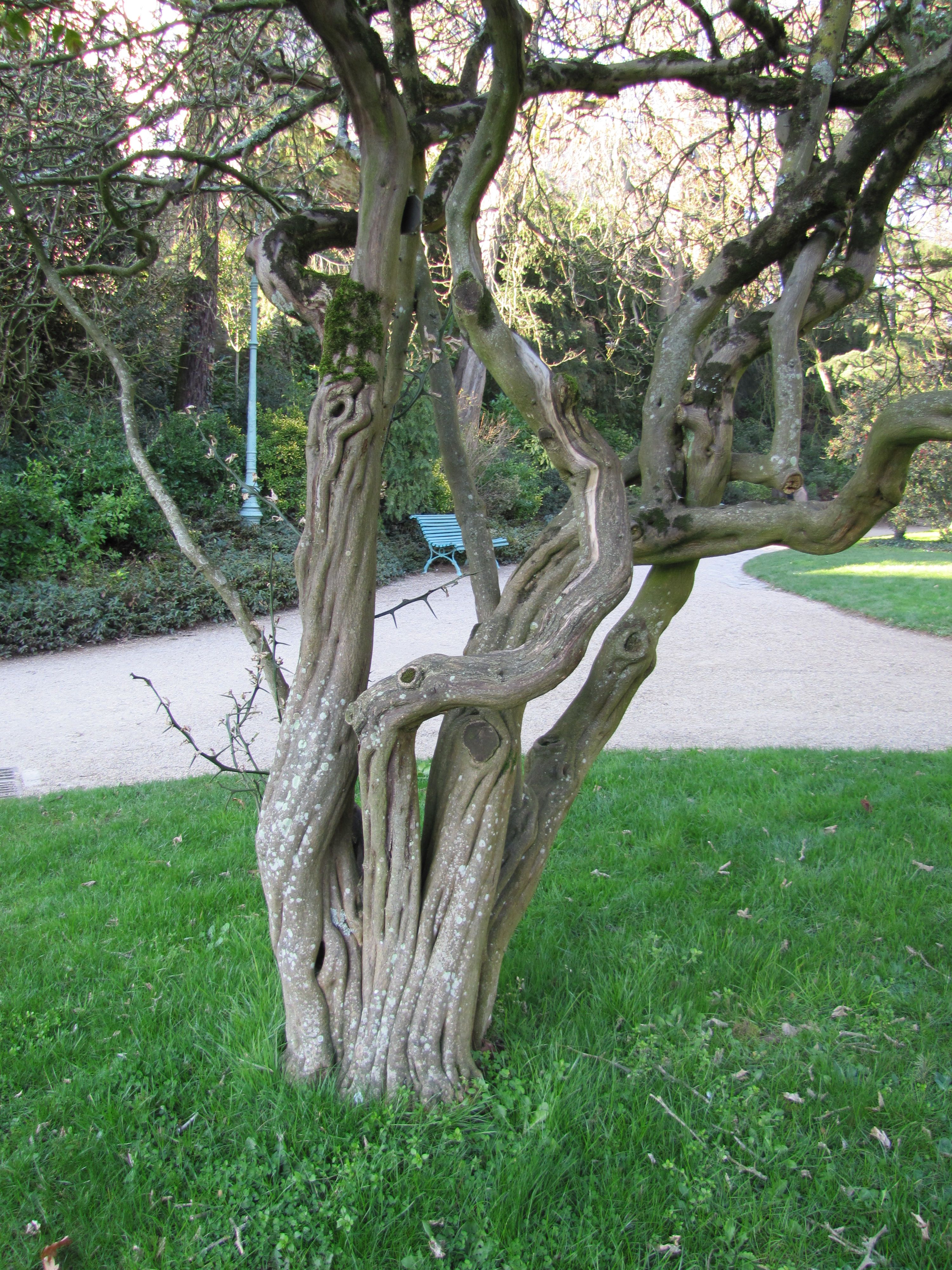
Tronc de poncirus en hiver (Parc du Thabor).
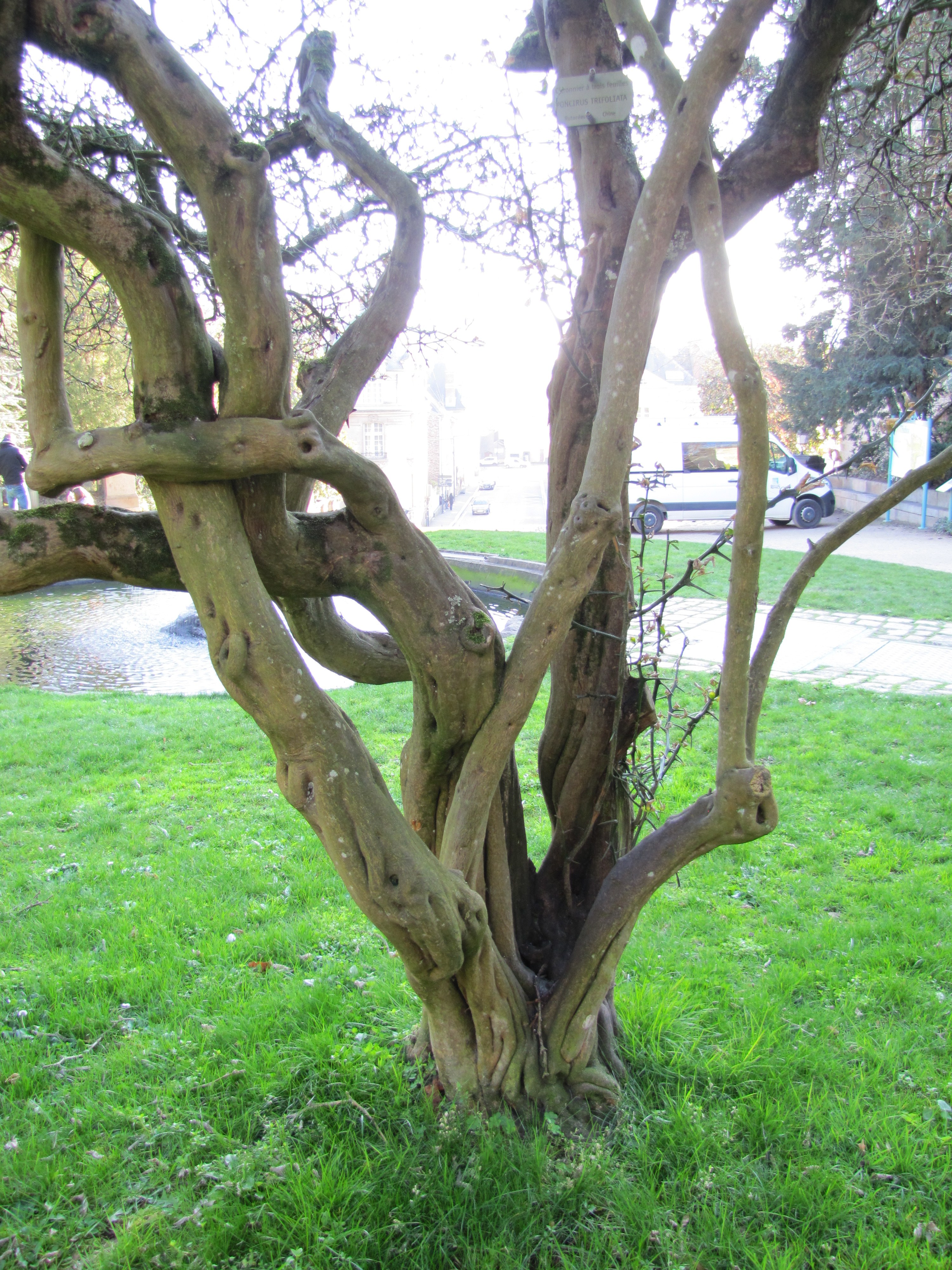
Tronc de poncirus en janvier (Parc du Thabor).
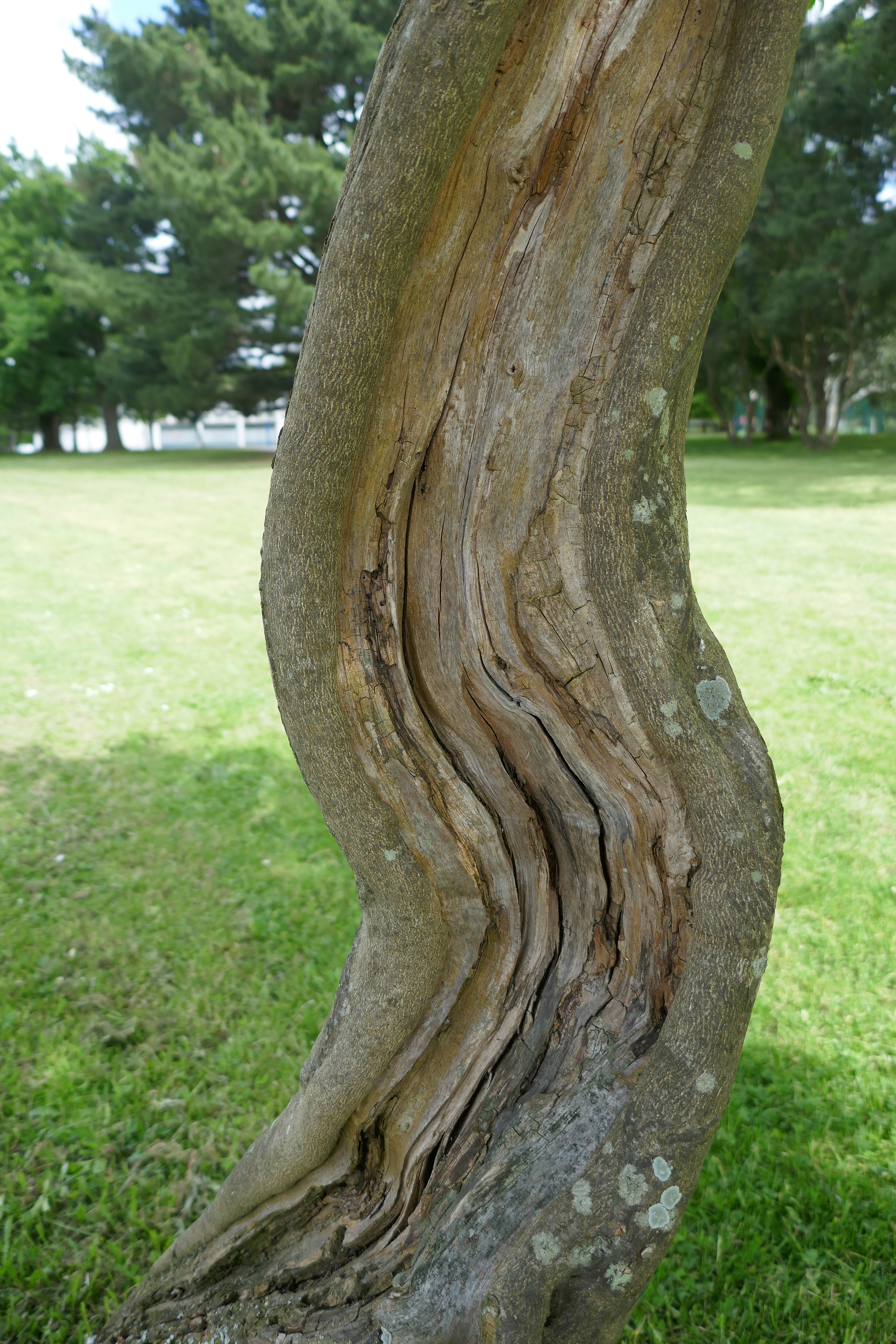
Tronc (Parc du Grand-Blottereau).